# Elbhäuser

Karte von 1893

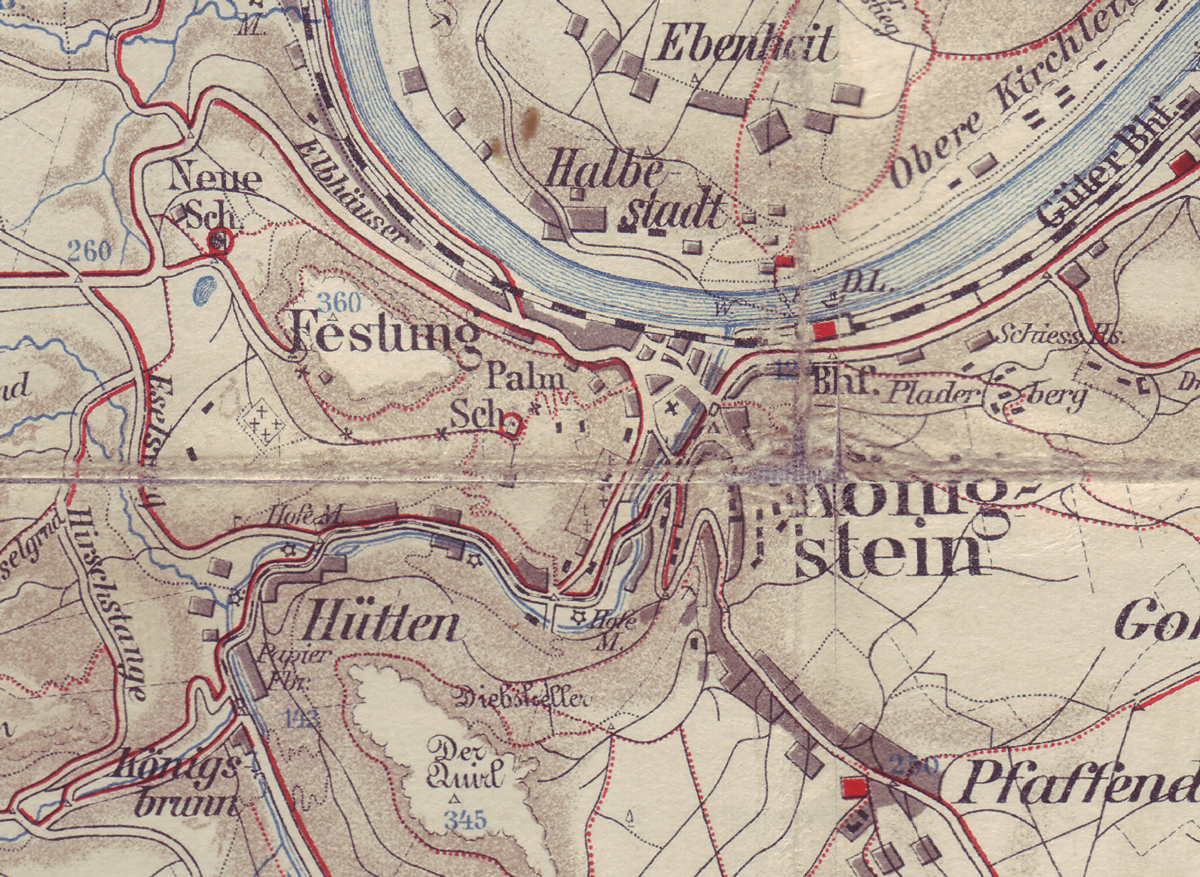
Lage der Elbhäuser nordwestlich von Königstein

Elbhäuser ist ein Ort ohne Ortsteilstatus in der Stadt Königstein (Sächsische Schweiz) im Landkreis Sächsische Schweiz-Osterzgebirge, Sachsen.

## Geographie
Die Elbhäuser liegen südöstlich der sächsischen Landeshauptstadt Dresden in der Sächsischen Schweiz. Sie befinden sich Tal der Elbe am orographisch linken Flussufer, unmittelbar nördlich der Festung Königstein. Es handelt sich um eine Gruppe von Häusern, die sich einzeilig am Elbhäuserweg aufreihen. Grund dafür ist die Enge auf der Prallhangseite des Tals zwischen Fluss und dem Königstein, einem für diesen Teil des Elbsandsteingebirges typischen Tafelberg. Wenige Gebäude finden sich auch im kleinen Taleinschnitt an der Mündung des Pehnabachs, der vom westlichen Nachbarort Thürmsdorf, Gemeinde Struppen, zur Elbe fließt. Der Pehnabach ist in diesem Bereich schwach radioaktiv belastet, da sich dort die Einleitstelle der Grubenabwässer aus der nahen Uranerz-Lagerstätte Königstein befindet. Weitere Nachbarorte sind der ebenfalls am linken Elbufer gelegene Struppener Ortsteil Strand im Nordosten, das am rechten Elbufer gelegene Halbestadt im Osten und Königstein im Südosten. Wie die anderen Orte ohne Ortsteilstatus Halbestadt und Ebenheit liegen auch die Elbhäuser in der Gemarkung Königstein. Oberhalb der Elbhäuser steigt die Bundesstraße 172 (Dresdner Straße) von Bad Schandau über Königstein kommend steil in Richtung Struppen-Siedlung und Pirna an. Zwischen den Elbhäusern und der Elbe verläuft die Bahnstrecke Děčín–Dresden-Neustadt auf ihrem Abschnitt zwischen den Haltepunkten der S-Bahn Dresden in Kurort Rathen und Königstein. Zwischen Bahnstrecke und Elbe führt die Elbstraße mit dem Elberadweg am Ufer entlang.

## Geschichte
Erwähnt wurde der Ort 1755 als „Elbergemeinde“, 1764 als „Elb“ und 1791 als die „Elbgemeinde bey Koͤnigstein“. Im Jahr 1875 finden sich die Bezeichnungen „Elbe“ und „Elbhäuser“. Der Ortsname ist deutschen Ursprungs und in seiner Bedeutung als „Gemeinde bzw. Häuser an der Elbe“ selbsterklärend. Vermutlich ist der Ort im 18. Jahrhundert als Häuslersiedlung mit Blockparzellen entstanden. Nach Angaben des Pfarrers der Königsteiner Marienkirche, wohin auch die Elbhäuser eingepfarrt waren und sind, aus dem Jahr 1755 gab es damals elf Häuser in dem Ort. Ein nahegelegenes zwölftes Haus, das der Beschreibung nach auf einem Grundstück namens Schindlers Garten stand, zählte demnach bereits zur Königsteiner Stadtgemeinde. Zu den Einwohnern des Ortes gehörten damals zwei Tripp- und Zeugmacher, ein Tischler sowie mehrere Fischer. Ihr Trinkwasser bezogen sie von einer unmittelbar an der Elbe gelegenen Quelle, deren Wasser der Überlieferung nach den gleichen Ursprung haben soll wie jenes des Tiefbrunnens auf der Königsteiner Festung. Nachdem sie ursprünglich Teil der Stadtgemeinde gewesen waren, schlossen sich die Elbhäuser bereits vor 1755 mit Strand und dem südlich der Festung gelegenen Ort Hütten zur Hüttengemeinde zusammen. Sie unterstand als Amtsgemeinde in grundherrschaftlicher und verwalterischer Hinsicht dem Amt Pirna. Im Jahre 1834 hatten die Elbhäuser 105 Einwohner. Sie waren teils vom schweren Elbhochwasser 1845 betroffen. Fünf Jahre später wurde die Bahnstrecke errichtet. Im Jahre 1865 wurden die beiden Exklaven der Hüttengemeinde umgegliedert: Strand kam zu Weißig, die Elbhäuser wurden an Königstein angeschlossen. Seit 1875 gehörte der Ort als Teil von Königstein zur Amtshauptmannschaft Pirna, die 1939 in Landkreis Pirna umbenannt wurde.